# Dodge Daytona
El Dodge Daytona es un automóvil de turismo con tracción delantera basado en la plataforma G de Chrysler, que se deriva de la plataforma de Chrysler K. El Daytona fue producido de 1984 a 1993. El Chrysler Laser era una versión de lujo del Daytona. El Daytona fue rediseñado para 1987 y, otra vez, en 1992. Sustituyó al Challenger y al Charger. El Daytona fue reemplazado por el Dodge Avenger, que fue construido por Mitsubishi Motors. El Daytona deriva su nombre principalmente de los Dodge Charger Daytona que, a su vez, fue nombrado por del Daytona 500 de carreras en las 500 Millas de Daytona.

## Historia comercial
El Daytona originalmente utilizó el motor 2.2 L de Chrysler K en el normalmente aspirado con 93 HP (94 CV; 69 kW) o turbo con 142 HP (144 CV; 106 kW). Los equipados con el motor 2.5 LK con 96 HP (97 CV; 72 kW) se añadieron en 1986. En 1985, la potencia del motor 2.2 L Turbo se incrementó a 146 HP (148 CV; 109 kW). El Daytona 1984 estaba disponible en tres niveles de equipamiento: estándar, la producción total Z. Para el Turbo se produjeron 49 347 unidades. El Turbo Daytona fue galardonado dentro de los Diez Mejores para 1984, según la revista Car and Driver. Tanto el Daytona como el Chrysler Laser estaban disponibles con el sistema electrónico de voz de alerta hasta 1987. Una versión orientada a Shelby fue el Daytona introducido en 1987.[cita requerida]